# 성주FM
성주FM은 대한민국의 공동체라디오 경상북도 성주군 중심으로 라디오방송을 송출하고 있다.

## 연혁
- 2022년 2월 22일 개국.